# Rhadinaea decorata
Espèce
Synonymes
- Coronella decorata Günther, 1858
- Dromicus ignitus Cope, 1871
- Rhadinaea ignitus (Cope, 1871)
- Erythrolamprus longicaudus Werner, 1903

Rhadinaea decorata  est une espèce de serpents de la famille des Dipsadidae.

## Répartition
Cette espèce se rencontre :
- au Mexique dans les États de Puebla, du Veracruz, du Chiapas et du Yucatán ;
- au Guatemala ;
- au Belize ;
- au Nicaragua ;
- au Costa Rica ;
- au Panama ;
- en Colombie.

Sa présence est incertaine au Salvador et au Honduras.

## Publication originale
- Günther, 1858 : Catalogue of Colubrine Snakes in the Collection of the British Museum, London, p. 1-281 (texte intégral).